# Joshua Jackson
Joshua Carter Jackson (Vancouver, 11 de junho de 1978) é um ator canadense-americano. Ele ficou conhecido ainda na infância após estrelar em seu primeiro papel de destaque como Charlie Conway em 1992 no filme The Mighty Ducks. Ele é mais conhecido por seus papeis principais de  Pacey Witter, na série americana Dawson's Creek (1998–2003), Peter Bishop na série de ficção científica Fringe (2008–2013) e Cole Lockhart no drama The Affair (2014–18). 

## Biografia
Joshua nasceu em Vancouver, filho de Fiona Jackson, uma diretora de elenco e de John Carter. O pai de Joshua é do Texas e sua mãe é nativa de Ballyfermot, Dublin, Irlanda, ela imigrou para a América do Norte no final do ano de 1960. Josh tem uma irmã, Aisleagh, e dois meio-irmãos, Lyman e Jonathan Carter do primeiro casamento do seu pai.
Joshua cresceu na Califórnia até os oito anos de idade. Não muito tempo depois de sua irmã, Aisleagh nascer, seus pais se divorciaram e seu último nome foi então mudado de “Carter” para “Jackson” (nome de solteira da mãe). Josh, sua mãe e irmã, em seguida, mudaram-se para Seattle, onde ele estudou na Einstein Middle School em Shoreline, Washington. Pouco tempo depois, ele voltou para Vancouver com sua mãe e irmã mais nova. Lá ele estudou na Ideal Mini School  e mais tarde na Kitsilano Secondary School. Em uma entrevista ao The New York Times, Jackson disse que foi expulso do colégio por causa do The Jon Stewart Show, segundo ele:
| “ | O programa começava, pelo menos onde eu cresci, às 1:30h da madrugada, assim eu ficava acordado até tarde só para assistir Jon Stewart, logo ficava muito cansado e muito preguiçoso para ir para a escola no período da manhã. Então eu perdia as duas primeiras aulas, porque eu queria estar descansado quando chegasse na escola. | ” |

Aos onze anos, Josh decidiu que queria ser ator. Sabendo como a carreira de ator poderia ser cruel, a sua mãe, o levou a sua primeira audição na esperança de desencorajá-lo. Em vez disso, ele fez um comercial para a batata chips Keebler. Desde então, Josh tem uma sólida carreira, variando do teatro para a televisão e cinema.

## Carreira

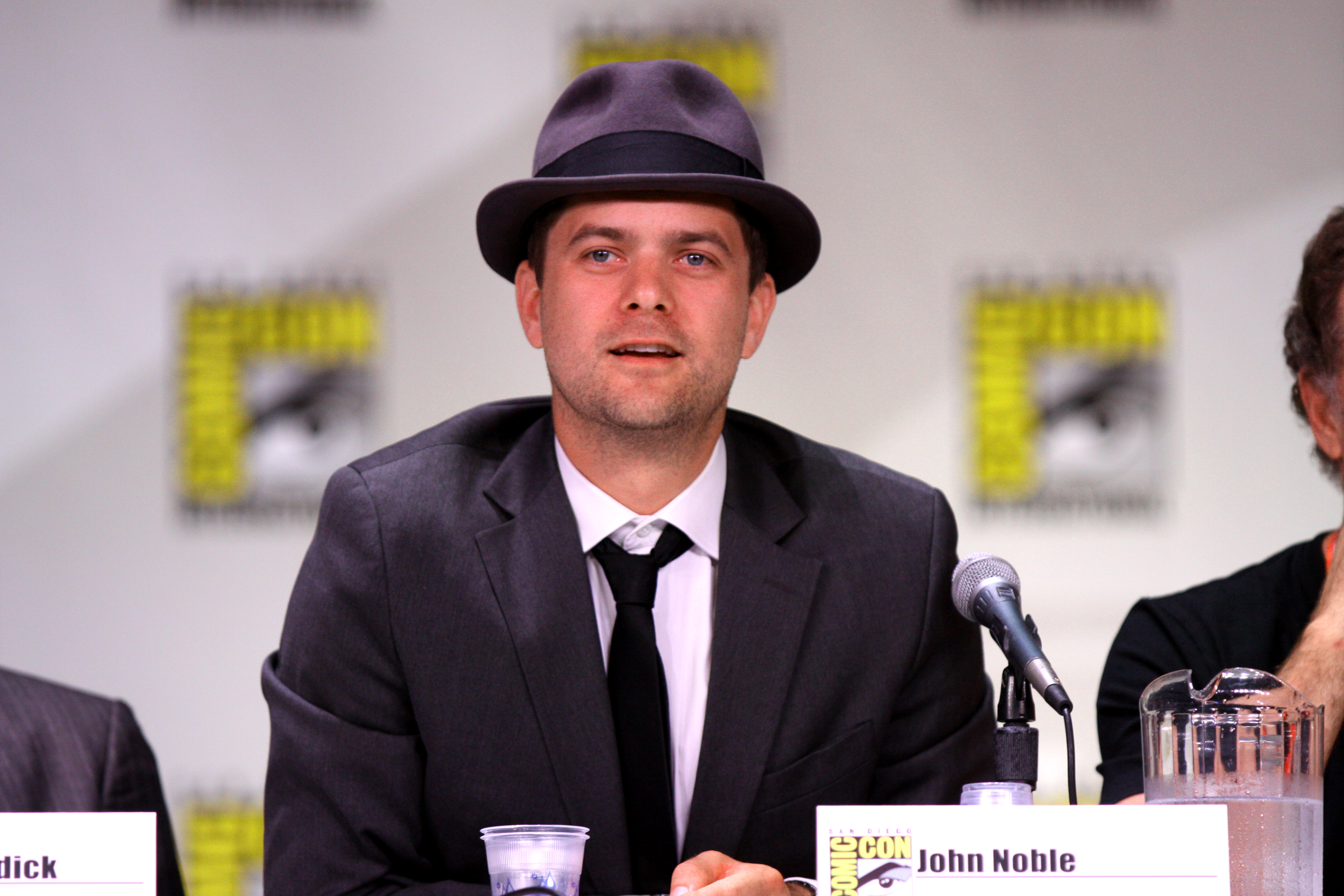
Joshua Jackson na Comic Con de 2012 a promover Fringe.

Joshua estreou-se no cinema em 1991, aos 13 anos, com um pequeno papel em Crooked Hearts. No ano seguinte, estreou The Mighty Ducks da Disney, onde interpreta o papel de Charlie Conway, o capitão de uma equipa de hóquei infantil que não consegue vencer qualquer jogo. Joshua disputou este papel com Jake Gyllenhaal e participou nas suas continuações: D2 (1994) e D3 (1996).
Dois anos depois da estreia do último filme da trilogia The Mighty Ducks, Joshua foi escolhido para interpretar bad boy Pacey Witter em Dawson's Creek, também estrelado por James Van Der Beek, Michelle Williams e Katie Holmes. A série foi um grande sucesso e tornou os seus protagonistas em ídolos adolescentes na altura em que foi transmitida. Durante o hiato da série, Joshua apareceu em vários filmes, incluindo The Skulls, The Safety of Objects e The Laramie Project. Fez ainda uma ponta no remake de Ocean's Eleven onde ele aparece como ele mesmo em uma cena de poker com Brad Pitt, George Clooney e Topher Grace, entre outros. Em 2000, ele co-estrelou a 12ª temporada de Os Simpsons, dublando o personagem Jesse Grass, um ambientalista que se interessa por Lisa Simpson no episódio “Lisa the Tree Hugger".
Depois do final de Dawson's Creek, em 2003, Josh esteve na disputa, entre um pequeno grupo de atores, para o papel de Bruce Wayne / Batman em Batman Begins, que finalmente foi para Christian Bale.
Nos anos seguintes, Joshua desempenhou o papel principal em filmes ao lado de Dennis Hopper (Americano), Harvey Keitel (Shadows in the Sun) e Donald Sutherland (Aurora Borealis). Em 2005, Josh se mudou para o Reino Unido e fez sua estréia no teatro no palco no West End, em Londres, com Patrick Stewart em A Life in the Theatre de David Mamet. A peça foi um sucesso de crítica e público e ficou em cartaz entre fevereiro e abril do mesmo ano. Jackson disse em entrevista que iria considerar seu regresso ao palco, mas desta vez na Broadway. O seu próximo filme, foi no drama Bobby, dirigido por Emilio Estevez, com quem Josh co-estrelou em The Mighty Ducks. Josh desempenhou um papel de destaque no remake americano do filme de terror asiático Shutter. Ele ainda estrelou e atuou como produtor executivo no filme canadense independente One Week, lançado em 6 de março de 2009. Pelo filme ele ganhou o prêmio de Melhor Ator no Genie Awards.
Joshua interpretou Peter Bishop, o protagonista da série de ficção científica de J.J. Abrams, Fringe, transmitida pelo canal FOX entre 2008 e 2013. Após isso, ele interpretou mais um papel principal como Cole Lockhart na série de drama The Affair, do canal Showtime, ao lado de Dominic West, Maura Tierney e Ruth Wilson. A série ganhou um Globo de Ouro de Melhor Série Dramática em 2015. Pelo papel, Jackson foi indicado à dois People's Choice Awards de Melhor Ator de Série Dramática em 2016 e 2017.
Em março de 2018, Jackson estreou na Broadway com a peça Children of a Lesser God, onde interpretou James Leeds, um professor de uma escola para surdos que entra num relacionamento conflituoso com uma ex-aluna. Pelo papel ele foi indicado ao Drama League Award.
Em 2019, Jackson atuou como o advogado de defesa Mickey Joseph na minissérie da Netflix When They See Us, dirigida por Ava DuVernay. 
Em 2020, Jackson estrelou com Reese Witherspoon e Kerry Washington na minissérie da Hulu Little Fires Everywhere.

## Vida Pessoal
Jackson esteve em um relacionamento com sua colega de elenco de Dawson's Creek Katie Holmes durante as duas primeiras temporadas da série. Holmes declarou uma vez à revista Rolling Stone que ele foi seu primeiro amor.
Em novembro de 2002, Jackson foi preso em Raleigh, Carolina do Norte a polícia o acusou de agredir um segurança em um jogo de hóquei do Carolina Hurricanes. Josh registrou um nível de álcool no sangue de 0.14, quando testado no Wake County Security Center. Ele pagou uma fiança $ 1.000 e foi liberado. Posteriormente ele foi condenado a frequentar um programa educacional de álcool, pagar uma multa de $ 150 e completar 24 horas de serviço comunitário.
Jackson começou a namorar a atriz alemã Diane Kruger em 2006. Jackson e Kruger terminaram o relacionamento em 2016 depois de 10 anos juntos.
Ele comprou a casa que morou na infância em Topanga, Califórnia. Antes ele morou em Wilmington, Carolina do Norte enquanto filmava Dawson's Creek; e em Nova Iorque onde Fringe filmou a primeira temporada. Em 2009, ele se mudou de volta à Vancouver para filmar quatro temporadas da série. Ele considera Vancouver seu lar.
Jackson começou a se relacionar com a atriz britânica Jodie Turner-Smith em 2018. Eles se casaram em dezembro de 2019 e tivera uma menina em abril de 2020. Em outubro de 2023, foi revelado que Turner-Smith havia entrado com o processo para o divórcio de Jackson.

## Filmografia

### Cinema
| Ano  | Título                  | Papel                        | Título em Português e Notas                                                     |
| ---- | ----------------------- | ---------------------------- | ------------------------------------------------------------------------------- |
| 1991 | Crooked Hearts          | Tom (11 anos)                | br: Corações Partidos pt: Uma Família em Apuros                                 |
| 1992 | The Mighty Ducks        | Charlie Conway               | br: Nós Somos os Campeões pt: A Hora dos Campeões                               |
| 1993 | Digger                  | Billy                        | br: Um Sonho Para Dois Amigos                                                   |
| 1994 | D2: The Mighty Ducks    | Charlie Conway               | br: Nós Somos os Campeões 2 pt: D2: The Mighty Ducks                            |
| 1994 | Andre                   | Mark Baker                   | br: André - Uma foca em minha casa pt: André                                    |
| 1995 | Magic in the Water      | Joshua Black                 | br: A Magia das Águas pt: O Monstro do Lago                                     |
| 1996 | D3: The Mighty Ducks    | Charlie Conway               | br: Nós Somos os Campeões 3 pt: Campeões Imparáveis                             |
| 1996 | Robin of Locksley       | John Prince, Jr.             |                                                                                 |
| 1997 | Ronnie and Julie        | Ronnie                       |                                                                                 |
| 1997 | Scream 2                | Film Class Guy #1            | br: Pânico 2 pt: Gritos 2                                                       |
| 1998 | The Battery             | Michael Papperman            | Curta-metragem                                                                  |
| 1998 | Apt Pupil               | Joey                         | br: O Aprendiz pt: Sob Chantagem                                                |
| 1998 | Urban Legend            | Damon Brooks                 | br: Lenda Urbana pt: Mitos Urbanos                                              |
| 1999 | Cruel Intentions        | Blaine Tuttle                | br: Segundas Intenções pt: Estranhas Ligações                                   |
| 1999 | Muppets from Space      | Jovem na praia               | br: Muppets do Espaço pt: Marretas no Espaço Cameo                              |
| 2000 | The Skulls              | Lucas 'Luke' McNamara        | br/pt: Sociedade Secreta                                                        |
| 2000 | Gossip                  | Beau Edson                   | br: Intrigas pt: Rumor Assassino                                                |
| 2001 | The Safety of Objects   | Paul Gold                    | br: Encontros do Destino pt: Gritos em Silêncio                                 |
| 2001 | Ocean's Eleven          | Josh                         | br: Onze Homens e um Segredo pt: Ocean's Eleven – Façam as Vossas Apostas Cameo |
| 2002 | The Laramie Project     | Matt Galloway                |                                                                                 |
| 2002 | Lone Star State of Mind | Earl Crest                   | br: Dinheiro E Má Companhia                                                     |
| 2003 | I Love Your Work        | John                         | br: O Preço do Sucesso                                                          |
| 2005 | Cursed                  | Jake Taylor                  | br/pt: Amaldiçoados                                                             |
| 2005 | Racing Stripes          | Trenton's Pride              | br: Deu Zebra! pt: Corrida (A)rriscada Voz                                      |
| 2005 | Americano               | Chris McKinley               | br: Americano                                                                   |
| 2005 | Aurora Borealis         | Duncan Shorter               |                                                                                 |
| 2005 | The Shadow Dancer       | Jeremy Taylor                | br: De Encontro Com o Amor pt: Paixões Sob o Sol da Toscana                     |
| 2006 | Bobby                   | Wade Buckley                 | br/pt: Bobby                                                                    |
| 2007 | Battle in Seattle       | Randall                      | br: A Batalha de Seattle pt: Batalha em Seattle                                 |
| 2008 | Shutter                 | Benjamin Shaw                | br: Imagens do Além pt: Obturador Fatal                                         |
| 2008 | Gashole                 | Joshua Jackson (ele próprio) |                                                                                 |
| 2008 | One Week                | Ben Tyler                    |                                                                                 |
| 2012 | Lay the Favorite        | Jeremy                       | br: O Dobro ou Nada pt: Lay the Favorite - Memórias de Uma Jogadora             |
| 2012 | Inescapable             | Paul                         |                                                                                 |
| 2015 | Sky                     | Detective Ruther             |                                                                                 |
| 2025 | Karate Kid: Legends     | Victor Lipani                | br: Karatê Kid: Lendas                                                          |

### Televisão
| Ano           | Título                      | Papel                   | Notas                                                     |
| ------------- | --------------------------- | ----------------------- | --------------------------------------------------------- |
| 1991          | Payoff                      | Jovem Mac               | Telefilme                                                 |
| 1996          | Champs                      | Matt Mazzilli           | Episódios: "Breaking Up Is Hard to Do" e "For Art's Sake" |
| 1997          | Ronnie & Julie              | Ronnie Monroe           | Telefilme                                                 |
| 1997          | On the Edge of Innocence    | Sammy                   | Telefilme                                                 |
| 1997          | The Outer Limits            | Devon Taylor            | Episódio: "Music of the Spheres"                          |
| 1998-2003     | Dawson's Creek              | Pacey Witter            | Protagonista (124 episódios)                              |
| 2000          | The Simpsons                | Jesse Grass             | Episódio: "Lisa the Tree Hugger"                          |
| 2001          | Cubix                       | Brian                   | Voz                                                       |
| 2008–2013     | Fringe                      | Peter Bishop            | Protagonista (95 episódios)                               |
| 2014-presente | The Affair                  | Cole Lockhart           | 22 episódios                                              |
| 2016          | Unbreakable Kimmy Schmidt   | Purvis                  | Convidado (1 episódio)                                    |
| 2016          | Years of Living Dangerously | Ele próprio             |                                                           |
| 2019          | When They See Us            | Mickey Joseph           | 3 episódios                                               |
| 2020          | Little Fires Everywhere     | Bill Richardson         | Minissérie                                                |
| TBA           | Dr. Death                   | Dr. Christopher Duntsch | Futura minissérie                                         |

### Teatro
| Ano  | Título                   | Papel       | Local                       |
| ---- | ------------------------ | ----------- | --------------------------- |
| 2005 | A Life in the Theatre    | John        | Apollo Theatre              |
| 2016 | Smart People             | Brian       | Second Stage Theater        |
| 2018 | Children of a Lesser God | James Leeds | Berkshire Theatre, Broadway |

## Prêmios e Indicações
| Ano  | Premiação                                  | Categoria                       | Título                   | Resultado |
| ---- | ------------------------------------------ | ------------------------------- | ------------------------ | --------- |
| 1993 | Young Artist Award                         | Melhor Jovem Elenco em um Filme | The Mighty Ducks         | Indicado  |
| 1999 | Teen Choice Award                          | Melhor Ator de Série            | Dawson's Creek           | Venceu    |
| 2000 | Teen Choice Award                          | Melhor Mentiroso em Cinema      | The Skulls               | Indicado  |
| 2000 | Teen Choice Award                          | Melhor Ator de Série            | Dawson's Creek           | Venceu    |
| 2000 | Young Hollywood Award                      | Ator Promissor                  | Ele mesmo                | Venceu    |
| 2001 | Teen Choice Award                          | Melhor Ator de Série            | Dawson's Creek           | Venceu    |
| 2002 | Teen Choice Award                          | Melhor Ator de Série            | Dawson's Creek           | Indicado  |
| 2003 | Teen Choice Award                          | Melhor Ator de Série            | Dawson's Creek           | Indicado  |
| 2005 | Ft. Lauderdale International Film Festival | Melhor Ator                     | Aurora Borealis          | Venceu    |
| 2006 | Hollywood Film Festival                    | Melhor Elenco                   | Bobby                    | Venceu    |
| 2006 | Satellite Award                            | Melhor Ator                     | Aurora Borealis          | Indicado  |
| 2007 | Screen Actors Guild Awards                 | Melhor Elenco                   | Bobby                    | Indicado  |
| 2009 | Teen Choice Award                          | Ator de Fantasia/Sci-Fi         | Fringe                   | Indicado  |
| 2010 | Genie Awards                               | Melhor Ator                     | One Week                 | Venceu    |
| 2010 | Teen Choice Award                          | Ator de Fantasia/Sci-Fi         | Fringe                   | Indicado  |
| 2011 | Teen Choice Award                          | Ator de Fantasia/Sci-Fi         | Fringe                   | Indicado  |
| 2012 | Teen Choice Award                          | Ator de Fantasia/Sci-Fi         | Fringe                   | Indicado  |
| 2013 | Saturn Awards                              | Melhor Ator em Série            | Fringe                   | Indicado  |
| 2016 | People's Choice Awards                     | Melhor Ator de Série Dramática  | The Affair               | Indicado  |
| 2017 | People's Choice Awards                     | Melhor Ator de Série Dramática  | The Affair               | Indicado  |
| 2018 | Drama League Award                         | Melhor Performance              | Children of a Lesser God | Indicado  |